# Імпасто

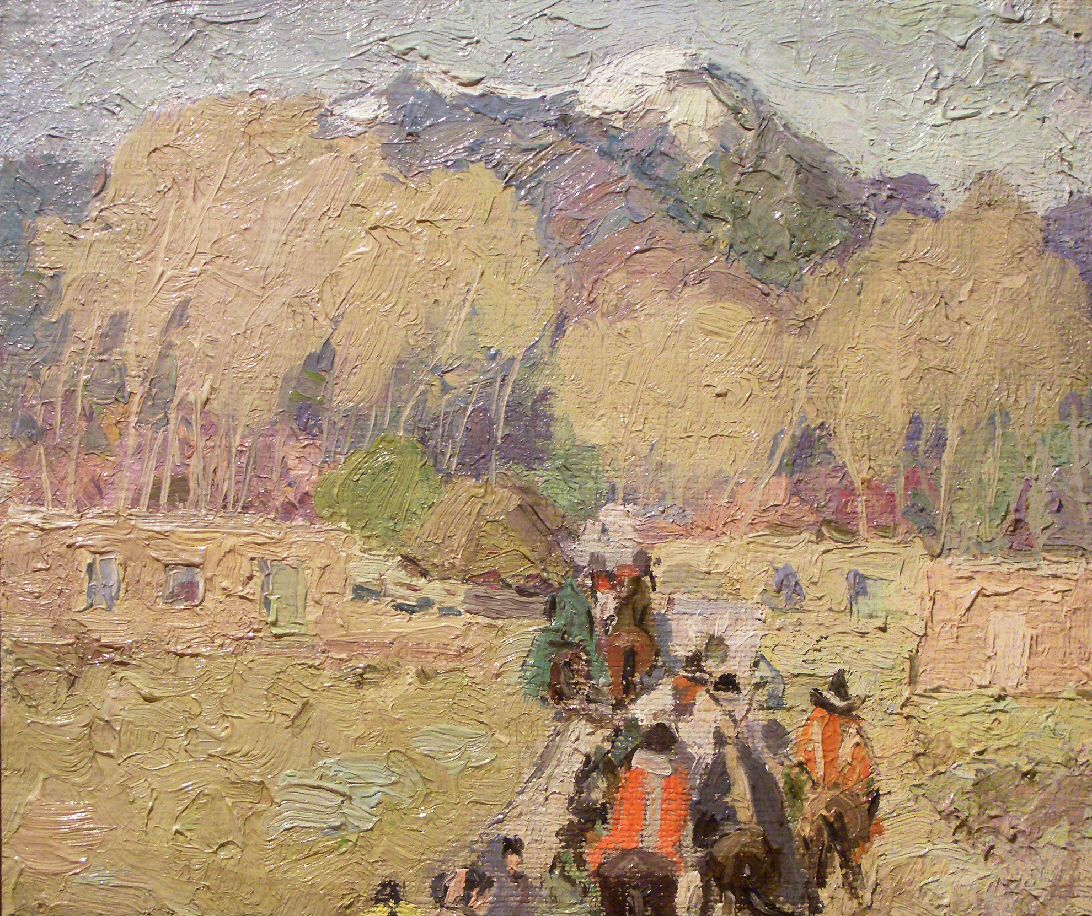
Корделія Вілсон, «Гора Таос, головна стежка» (1920). Приклад використання техніки глибокого імпасто.

Імпа́сто (італ. impasto, тісто) — техніка живопису в якій застосовується накладення густих фарб товстим шаром на окрему область або усю поверхню картини. При застосуванні такої техніки, фарба утворює рельєф. Часто фарби можуть бути змішані прямо на полотні. Після висихання, картини в стилі імпасто відрізняються чітко вираженою текстурою, що надає зображенню об'ємності.

## Походження терміна
Назва цієї техніки живопису походить від італійського слова «impasto», що можна перекласти як «тісто» або «суміш», дієслово «impastare» перекладається по-різному — як «місити» або «піднімати».

## Використання
Нерідко вживається в живопису олійними фарбами. Також може використовуватися при використанні акрилової фарби. Під час малювання аквареллю або темперою можливе використання імпасто лише з додаванням спеціальних загусників. Для полегшення роботи в фарбу можуть додаватися пісок і тирса.
Фарба наноситься плоским пензлем або мастахіном, утворюючи рельєф. Завдяки цьому світло відбивається шляхами, яких неможливо досягнути на плоскому малюнку. Завдяки техніці імпасто можна зобразити зморшкувату шкіру, складки тканини чи блиск ювелірних виробів, або просто привернути увагу до певних моментів або аспектів композиції.
Головний недолік імпасто полягає в збільшеному ризику розтріскування фарби після висихання.

## Історія
Техніка імпасто набула популярності в XVII ст., коли такі художники епохи бароко, як Рембрандт, Франс Галс і Дієго Веласкес, Тиціан, Рубенс, використовували накладену товстими шарами фарбу, щоб зобразити зморшкувату шкіру, блиск обладунків, ювелірних виробів і дорогих тканин.
Вінсент Ван Гог використовував імпасто, створюючи та визначаючи форми на своїх картинах густими нервовими мазками фарби. Відомими прикладом є картина «Зоряна ніч» (1889), на якій рельєфні мазки справляють ілюзію руху.
Художники XX ст., такі як Джексон Поллок і Віллем де Кунінг, часто користувалися імпасто з метою підкреслити фізичні якості самої фарби. Поллок надавав перевагу рельєфному малюванню паличками, кельмами, ножами, дозволяв вільно стікати рідкій фарбі або важкій пасті з розбитим піском. додавання скла або інших речовин. З того часу фарби, нанесені густим шаром на полотно, стали основною технікою сучасного абстрактного та напівфігуративного живопису. Франк Ауербах використовує імпасто з густими плямами фарби, що покривають всю дерев'яну основу, наближаючи картини до скульптури. Серед інших відомих митців XX ст., які користувалися імпасто — Джейн Шенталь Франк, Люсьєн Фрейд.

## Галерея

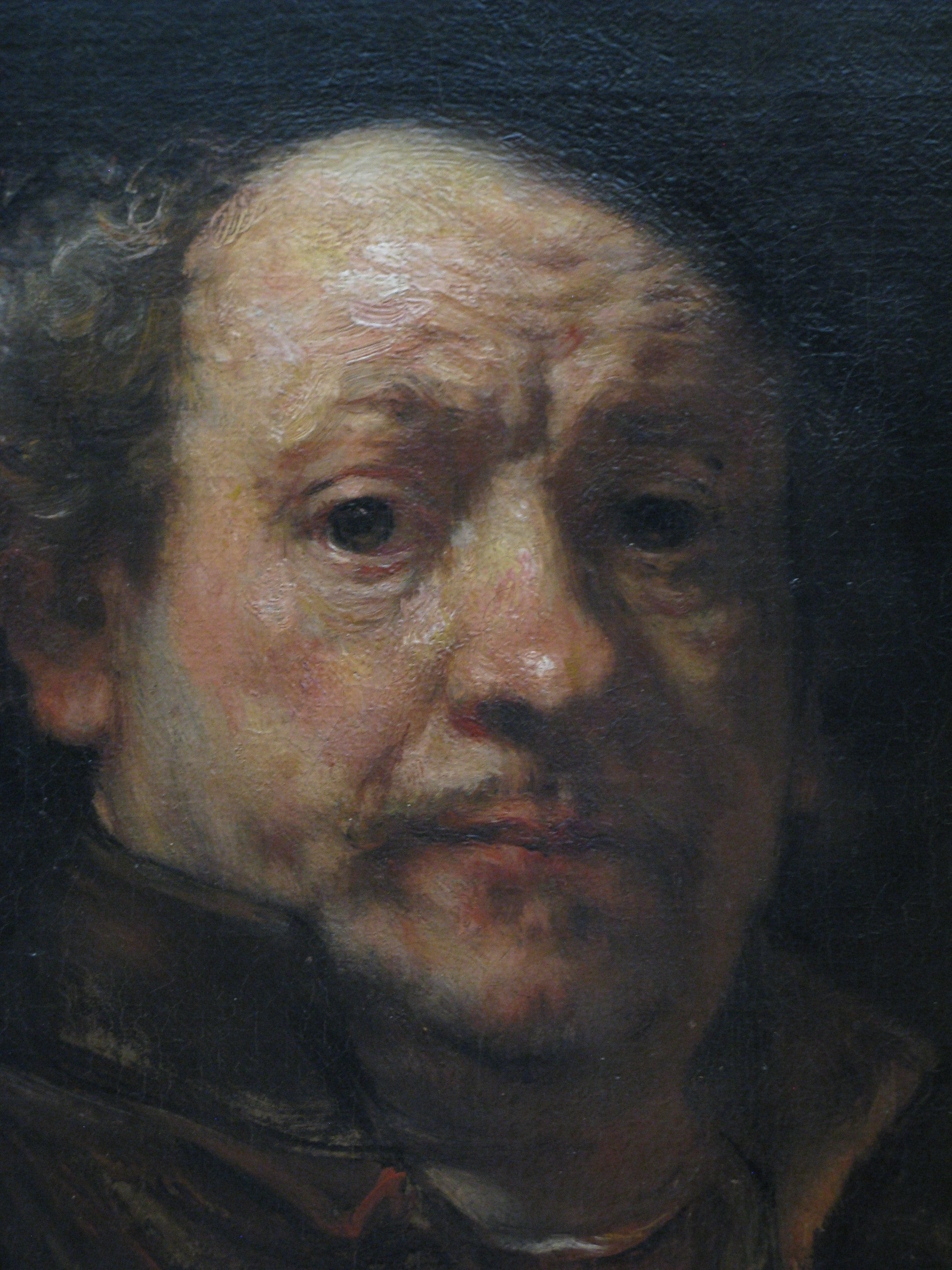
Фрагмент автопортрета Рембрандта, 1660 р.
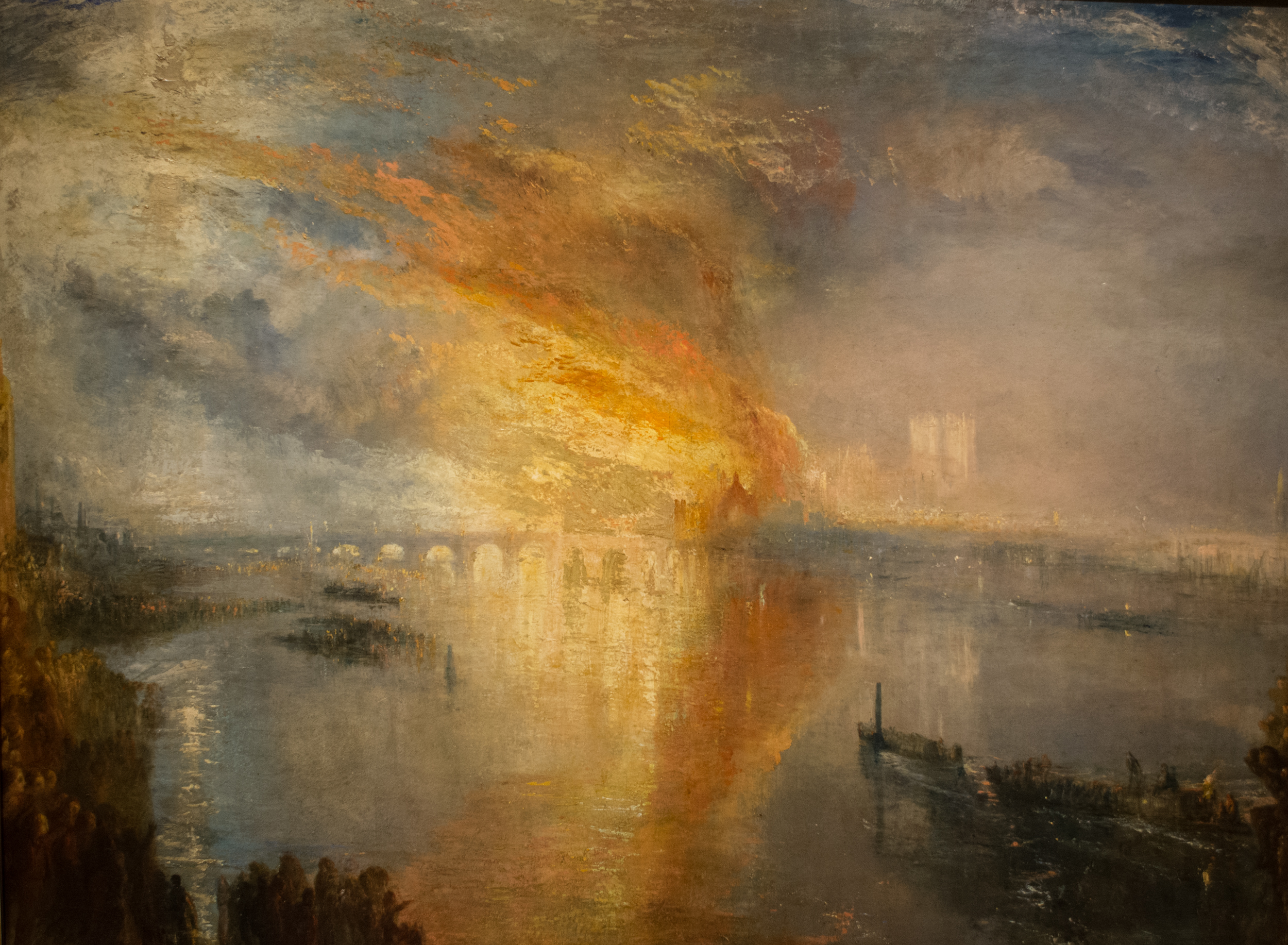
Вільям Тернер, «Підпал палати лордів і громад, 16 жовтня 1834 року», 1835 р.
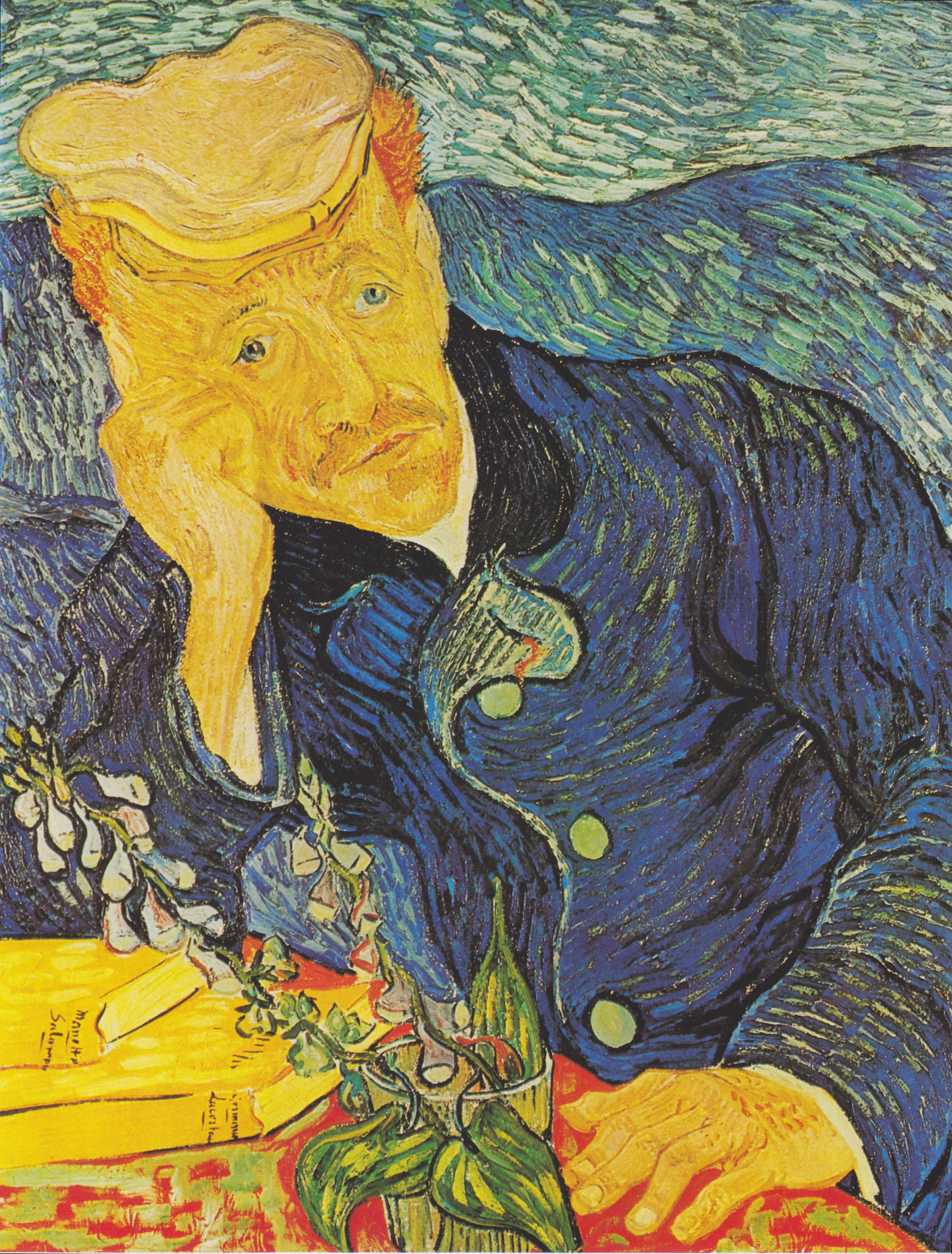
Вінсент ван Гог. «Портрет доктора Гаше», 1890 р.
Вінсент ван Гог. «Троянди», 1890 р.